# Genius of Soul Live
Genius of Soul Live – koncertowy album amerykańskiego muzyka Raya Charlesa, wydany w 2002 roku. Znajdują się na nim jedne z największych hitów Charlesa, w tym m.in. "What’d I Say", "Georgia on My Mind" oraz "Hallelujah, I Love Her So".

## Lista utworów
1. "Let the Good Times Roll"
2. "Georgia on My Mind"
3. "I Believe to My Soul"
4. "Come Rain or Come Shine"
5. "Hallelujah, I Love Her So"
6. "Alexander's Ragtime Band"
7. "Hit the Road Jack"
8. "Margie"
9. "I Wonder"
10. "What’d I Say"